# Justicia alterniflora
Justicia alterniflora är en akantusväxtart som beskrevs av Vollesen. Justicia alterniflora ingår i släktet Justicia och familjen akantusväxter. Inga underarter finns listade i Catalogue of Life.